# Roger Vanderfield
Ian Roger Vanderfield (Nueva Gales del Sur, 1928 — Sídney, 25 de septiembre de 2008) fue un médico, árbitro y dirigente australiano de rugby.
Vanderfield fue presidente de la Australian Rugby Union en los años 1980, por su puesto presidió a la World Rugby y en su mandato impulsó la realización de la Copa del Mundo de Rugby luchando contra los opositores. Desde 2011 es miembro del World Rugby Salón de la Fama.

## Biografía
Se doctoró de medicina en la Universidad de Sídney en 1952 y fue profesor en la Facultad de Medicina de 1973 a 1991. Trabajó en el Real hospital de North Shore hasta su jubilación y llegó a ser su director.
Fue nombrado Oficial del Imperio Británico por sus servicios al deporte en 1976 y recibió la Orden de Australia en 2006. Falleció dos años después a la edad de 80 años.

## Rugby
Se calcula que dirigió más de 1200 partidos, incluidos 32 Test matches y tras su retiro se dedicó a la dirigencia, llegando a ser presidente de la New South Wales Rugby Union y de la ARU.
En 1985 le tocó a su unión presidir la World Rugby, Vanderfield no dudó y con el apoyo de la New Zealand Rugby presionó para la creación de la Copa del Mundo, una idea australiana de los años 1970's. Tal propuesta sólo fue acompañada por la Federación Francesa de Rugby y la mencionada NZR, pero Vanderfield viajó a Sudáfrica y convenció a la South African Rugby Union de apoyar su propuesta, logrando empatar la votación 4–4 contra los votos negativos de Escocia, Gales, Inglaterra e Irlanda. Finalmente se aprobó el proyecto en la segunda votación por 8–6 y dos años más tarde inició Nueva Zelanda 1987.